# GD Fabril
El Grupo Desportivo Fabril es un equipo de fútbol de Portugal que juega en la Liga Regional de Setubal, la quinta división de fútbol en el país.

## Historia
Fue fundado en el año 1937 en la municipalidad de Barreiro, en el distrito de Setúbal con el nombre Grupo Desportivo da CUF por la compañía de jabón y productos químicos Companhia União Fabril, propiedad de su fundador y dueño del equipo Alfredo da Silva. Ha cambiado de nombre en varias ocasiones, las cuales han sido:
- 1937 : Grupo Desportivo CUF do Barreiro
- 1942 : Unidos Futebol Clube do Barreiro
- 1944 : Grupo Desportivo CUF do Barreiro
- 1978 : Grupo Desportivo Quimigal do Barreiro, luego de la Revolución Militar en 1974
- 2000 : Grupo Desportivo Fabril do Barreiro

Cuenta con equipos en varios deportes como atletismo, fútbol sala, gimnasia, judo, patinaje, tenis y hockey sobre patines. Participaron por primera vez en la Super Liga en 1942/43, momento en que Alfredo da Silva muere y solamente estuvieron 1 año y regresaron 10 años después y han jugado en ella 23 ocasiones.
En honor a su fundador, construyeron el Estádio Alfredo da Silva en 1965. Nunca ha ganado el título de Primera División, ha sido semifinalista de la Copa 2 veces y 4 títulos menores.
A nivel internacional ha participado en 3 torneos continentales, donde nunca ha podido superar la Segunda Ronda.

## Palmarés
- Taça de Portugal: 0
  - Semifinalista: 2

1968/69, 1972/73
- Segunda División de Portugal: 1

1953/54
- Asociación de Fútbol de Setúbal: 7

1999/2000, 2002/03, 2006/07, 2013/14, 2015/16, 2018/19, 2021/22

## Participación en competiciones de la UEFA
| Temporada | Torneo         | Ronda | Club                 | Marcador      |
| --------- | -------------- | ----- | -------------------- | ------------- |
| 1965/66   | Copa de Ferias | 2     | AC Milan             | 2-0, 0-2, 0-1 |
| 1967/68   | Copa de Ferias | 1     | Vojvodina Novi Sad   | 0-1, 1-3      |
| 1972/73   | Copa UEFA      | 1     | RWD Molenbeek        | 1-0, 2-0      |
| 1972/73   | Copa UEFA      | 2     | 1. FC Kaiserslautern | 1-3, 1-0      |

## Jugadores

### Jugadores destacados
- Manuel Fernandes
- Mário João
- Carlos Manuel
- Frederico
- Vitor Manuel Pereira